# Christoph Cluse
Christoph Cluse (* 8. September 1964 in Erle (Raesfeld)) ist ein deutscher Historiker für Mittelalterliche Geschichte.

## Leben
Christoph Cluse studierte die Fächer Geschichte und Anglistik an den Universitäten Heidelberg, Trier und Leeds. Seine Promotion erfolgte 1998 in Trier zu den Juden in den mittelalterlichen Niederlanden. Seit 1997 ist er Geschäftsführer bzw. Referent der Geschäftsführung des Arye-Maimon-Instituts für Geschichte der Juden, mit einer Unterbrechung von 2003 bis 2007. In dieser Zeit war er Postdoc-Stipendiat im Graduiertenkolleg 846 „Sklaverei – Knechtschaft und Frondienst – Zwangsarbeit“ an der Universität Trier und wissenschaftlicher Mitarbeiter im DFG-Projekt „Forschungen zur Sozialgeschichte der mediterranen Sklaverei im Mittelalter“. Von 2007 bis 2009 leitete er gemeinsam mit Reuven Amitai von der Hebräischen Universität Jerusalem das Forschungsprojekt „Slavery in the Later Medieval Mediterranean“.
Cluse ist Mitherausgeber der Reihen „Cultural Encounters in Late Antiquity and the Middle Ages“, die bei Brepols Publishers erscheint, „Forschungen zur Geschichte der Juden“ (Hahnsche Buchhandlung) sowie der „Studien und Texte“ des Arye Maimon-Instituts (Kliomedia). Er ist Vorstandsmitglied und Schatzmeister der Gesellschaft zur Erforschung der Geschichte der Juden e.V. (GEGJ). 
Seine Forschungsinteressen gelten der Geschichte der Juden im Mittelalter, der Motivgeschichte antijüdischer Stereotype, Predigten als Quellen zur mittelalterlichen Geschichte sowie der Sklaverei im hohen und späten Mittelalter, insbesondere im städtischen Umfeld Nord- und Mittelitaliens. Zurzeit widmet er sich einem Buchprojekt zur „Rechenhaftigkeit“ im Mittelalter am Beispiel des Zinseszins-Problems.

## Schriften
Monografien
- Darf ein Bischof Juden zulassen? Die Gutachten des Siffridus Piscator OP zur Auseinandersetzung um die Vertreibung der Juden aus Mainz. Trier: Kliomedia, 2013. ISBN 978-3-89890-185-7.
- Studien zur Geschichte der Juden in den mittelalterlichen Niederlanden. Hannover: Hahn, 2000. ISBN 3-7752-5619-9.

Herausgeberschaften
- Europas Juden im Mittelalter. Beiträge des internationalen Symposium in Speyer vom 20. bis 25. Oktober 2002. Trier: Kliomedia, 2004. ISBN 3-89890-081-9.
- The Jews of Europe in the Middle Ages (Tenth to Fifteenth Centuries). Proceedings of the International Symposium, Speyer, 20-25 October 2002. Turnhout: Brepols, 2004. ISBN 2-503-51697-1.
- zusammen mit Alfred Haverkamp und Israel Jacob Yuval: Jüdische Gemeinden und ihr christlicher Kontext in kulturräumlich vergleichender Betrachtung (5.–18. Jahrhundert). Internationale Konferenz an der Universität Trier, 18.–22. Oktober 1999. Hannover: Hahn, 2003. ISBN 3-7752-5622-9.
- zusammen mit Friedhelm Burgard und Alfred Haverkamp: Liber Amicorum necnon et amicarum für Alfred Heit. Beiträge zur mittelalterlichen Geschichte und geschichtlichen Landeskunde. Trier: Verlag Trierer Historische Forschungen, 1996. ISBN 3-923087-27-6.

Artikel
siehe Liste beim OPAC der RI
Übersetzung
- Joseph Shatzmiller: Shylock geht in Revision. Juden, Geldleihe und Gesellschaft im Mittelalter. Aus dem Englischen, Trier: Kliomedia, 2007. ISBN 978-3-89890-121-5.